# Landtagswahlkreis Wesel IV
Der Landtagswahlkreis Wesel IV ist ein Landtagswahlkreis im Kreis Wesel in Nordrhein-Westfalen. Er umfasst die Stadt Moers und die Gemeinde Neukirchen-Vluyn.
Bei seiner Errichtung zur Landtagswahl 1980 war der Wahlkreis Wesel IV noch identisch mit der Stadt Moers. Zur Landtagswahl 2005 kam der Ortsteil Neukirchen hinzu, zur Wahl 2022 auch der Ortsteil Vluyn der Gemeinde Neukirchen-Vluyn.

## Landtagswahl 2022
Wahlberechtigt waren 96.582 Einwohner des Wahlkreises. Die Wahlbeteiligung lag bei 55,2 %.
| Direktkandidat    | Erststimmen in % | Partei          | Zweitstimmen in % |
| ----------------- | ---------------- | --------------- | ----------------- |
| Julia Zupancic    | 34,0             | CDU             | 32,0              |
| Ibrahim Yetim     | 38,7             | SPD             | 34,0              |
| Constantin Borges | 3,5              | FDP             | 4,8               |
| Renatus Rieger    | 5,6              | AfD             | 5,7               |
| Thomas Wagener    | 13,3             | GRÜNE           | 15,7              |
| Hasan Özer        | 1,5              | DIE LINKE       | 1,6               |
| Manuela Zaitz     | 1,8              | Die PARTEI      | 1,3               |
| Gisela Feldhaus   | 1,1              | dieBasis        | 0,9               |
| Holger Dunker     | 0,5              | Team Todenhöfer | 0,4               |
| -                 | -                | Sonstige        | 4,6               |

Der direkt gewählte Abgeordnete Ibrahim Yetim (SPD) legte sein Mandat am 3. März 2023 nieder.

## Landtagswahl 2017
Wahlberechtigt zur Landtagswahl 2017 waren 87.049 Einwohner des Wahlkreises. Die Wahlbeteiligung lag bei 66,7 %.
| Direktkandidat    | Erststimmen in % | Partei    | Zweitstimmen in % |
| ----------------- | ---------------- | --------- | ----------------- |
| Ibrahim Yetim     | 42,2             | SPD       | 37,2              |
| Ingo Brohl        | 34,6             | CDU       | 28,1              |
| Gudrun Tersteegen | 4,3              | GRÜNE     | 4,7               |
| Martin Borges     | 9,0              | FDP       | 11,1              |
| Jochen Lobnig     | 3,6              | PIRATEN   | 1,1               |
| Gabriele Kaenders | 6,2              | DIE LINKE | 5,0               |
| -                 | -                | AfD       | 8,7               |
| -                 | -                | Sonstige  | 4,1               |

Der Wahlkreis wird von dem direkt gewählten Wahlkreisabgeordneten Ibrahim Yetim (SPD), der dem Landtag seit 2010 angehört, vertreten.

## Landtagswahl 2012
Wahlberechtigt zur Landtagswahl 2012 waren 89.145 Einwohner des Wahlkreises. Die Wahlbeteiligung lag bei 60,3 %.
| Direktkandidat         | Erststimmen in % | Partei    | Zweitstimmen in % |
| ---------------------- | ---------------- | --------- | ----------------- |
| Heinz-Gerd Hackstein   | 25,9             | CDU       | 19,5              |
| Ibrahim Yetim          | 48,5             | SPD       | 48,8              |
| Hans-Dieter Tersteegen | 9,1              | GRÜNE     | 9,4               |
| Beret Roots            | 4,0              | FDP       | 7,1               |
| Gabriele Kaenders      | 3,0              | DIE LINKE | 2,6               |
| Jochen Lobnig          | 9,6              | PIRATEN   | 8,1               |
| -                      | -                | pro NRW   | 1,7               |
| -                      | -                | Sonstige  | 2,8               |

## Landtagswahl 2010
Wahlberechtigt zur Landtagswahl 2010 waren 89.652 Einwohner des Wahlkreises. Die Wahlbeteiligung lag bei 61,0 %.
| Direktkandidat         | Erststimmen in % | Partei    | Zweitstimmen in % |
| ---------------------- | ---------------- | --------- | ----------------- |
| Bruno Vinschen         | 31,6             | CDU       | 27,1              |
| Ibrahim Yetim          | 45,6             | SPD       | 44,5              |
| Hans-Dieter Tersteegen | 9,7              | GRÜNE     | 9,9               |
| Alexandra Mertin       | 4,5              | FDP       | 5,7               |
| Gabriele Kaenders      | 6,6              | DIE LINKE | 6,1               |
| André Landskron        | 1,9              | PIRATEN   | 1,8               |
| -                      | -                | Sonstige  | 4,9               |

## Landtagswahl 2005
Wahlberechtigt zur Landtagswahl 2005 waren 89.439 Einwohner des Wahlkreises. Die Wahlbeteiligung lag bei 64,5 %.
| Direktkandidat      | Partei | Stimmen in % |
| ------------------- | ------ | ------------ |
| Elke Talhorst       | SPD    | 50,0         |
| Bruno Vinschen      | CDU    | 34,9         |
| Martin Borges       | FDP    | 4,9          |
| Philipp Küpperbusch | GRÜNE  | 4,7          |
| Walter Schlöter     | REP    | 1,3          |
| Klaus-Peter Bußmann | PDS    | 1,2          |
| Heinrich Napp       | WASG   | 3,0          |